# جامع جناح (صنعاء)
جامع جناح أو جامع الجناح هو أحد جوامع صنعاء القديمة ويقع وسط سوق الملح بمديرية صنعاء القديمة، شمال شرق الجامع الكبير والذي يبعد عنه بحوالي 200 متر، ويعود بناءه إلى أواخر القرن العاشر الهجري، ويُنسب إلى الشيخ الفاضل محمد بن محمد بن جناح الضمدي القادري المتوفي سنة 991 هجرية، ويعد الجامع من المعالم الدينية الأثرية والتاريخية التي تعكس حضارة اليمنيين وتاريخهم الإسلامي الأصيل، وإبداع وتميز الفن المعماري اليمني.
يسميه البعض خطأ بجامع جناح والمَذْهب، بينما هما جامعين متجاورين، متقابلين هما جامع جناح وجامع المَذهب وتجمعهما مئذنة واحدة تربط بينهما وكذلك يجمعهما مدخل واحد، يقع جامع جناح على يمين المدخل وجامع المذهب على يساره.

## انظر ايضا
- جامع فروة بن مسيك
- جامع قبة المتوكل
- جامع قبة المهدي